# Urva vitticolla
Urva vitticolla (мангуста смугастошия) — рід ссавців, представник ряду хижих із родини мангустових.

## Поширення
Країнами поширення є південно-західна Індія та Шрі-Ланка. У Шрі-Ланці знаходиться від високих пагорбів до низовин, будучи найпоширеніших між 400 і 1400 м (був знайдений до 2200 м) над рівнем моря. Живе в листяних і вічнозелених лісах, болотистих просіках, плантаціях, відкритих чагарниках, уздовж водотоків а також на рисових полях, рідко спостерігається на порушених територіях або поруч з людським поселеннями.

## Поведінка
Денний вид; поживою для нього є дрібні ссавці, птахи, яйця птахів, рептилії, риби, комахи, личинки, і коріння. Типовий розмір приплоду в неволі: два-три, тривалість життя: майже 13 років.

## Загрози та охорона
Загалом немає серйозних загроз для виду. Основні загрози на місцевому рівні: полювання і торгівля. Цей вид полюють на м'ясо, яке їдять кілька племен, і задля його волосся, яке використовується для виготовлення пензликів для гоління, пензлів для малювання й амулетів удачі. Також регулярно вбивається мисливськими собаками. Ще однією загрозою є втрата середовища існування. Проживає на багатьох охоронних територіях по всьому ареалу.